# Mahaiza
Mahaiza is een plaats en commune in het centrum van Madagaskar, behorend tot het district Betafo, dat gelegen is in de regio Vakinankaratra. Tijdens een volkstelling in 2001 telde de plaats 18.021 inwoners.
De plaats biedt naast lager onderwijs ook middelbaar onderwijs aan. 98 % van de bevolking werkt als landbouwer en 2 % houdt zich bezig met veeteelt. Het belangrijkste landbouwproduct is rijst; andere belangrijke producten zijn bonen en maniok.